# اولگ پلوتنیتسکیی
اولگ پلوتنیتسکیی (اوکراینی: Олег Юрійович Плотницький؛ زادهٔ ۵ ژوئن ۱۹۹۷) بازیکن والیبال اهل اوکراین است.